# Darnell Valentine
Darnell Terrell Valentine (Chicago, Illinois, 3 de febrero de 1959) es un exjugador de baloncesto estadounidense que disputó 9 temporadas en la NBA, además de jugar en la liga italiana. Con 1,88 metros de estatura, jugaba en la posición de base.

## Trayectoria deportiva

### Universidad
Tras haber jugado el McDonald's All-American Team en 1977, jugó durante cuatro temporadas con los Jayhawks de la Universidad de Kansas, en las que promedió 15,4 puntos y 5,2 asistencias por partido. Fue elegido en todas sus temporadas en el mejor quinteto de la Big Eight Conference, siendo el primer jugador en recibir tal honor. Fue además elegido para disputar con la selección de Estados Unidos los Juegos Olímpicos de Moscú de 1980, a los que finalmente su país no acudió por culpa del boicot. En 1981 fue incluido además en el segundo equipo All-American.

### Profesional
Fue elegido en la decimosexta posición del Draft de la NBA de 1981 por Portland Trail Blazers, donde jugó 4 temporadas y media, siendo la más destacada la temporada 1982-83, en la que promedió 12,5 puntos y 6,2 asistencias, siendo titular en casi todos los partidos que disputó. En enero de 1986 fue traspasado a Los Angeles Clippers a cambio de dos futuras rondas del draft (una de ellas la aprovecharían los Blazers para hacerse con Arvidas Sabonis). Tras acabar la temporada en el banquillo, los dos siguientes años dispuso de más minutos de juego, sobre todo en la temporada 1986-87, en la que promedió 11,2 puntos y 6,9 asistencias.
Antes del comienzo de la temporada 1988-89, no fue protegido por su equipo, siendo elegido en el draft de expansión de ese año por Miami Heat, quienes inmediatamente lo traspasaron a Cleveland Cavaliers a cambio de una futura ronda del draft. Con los Cavs jugó dos temporadas, perdiéndose una completa por lesión, tras las cuales decidió irse a jugar a la liga italiana, donde jugó tres temporadas en tres conjuntos diferentes, tras las cuales se retiró definitivamente. En el total de su carrera en la NBA promedió 8,7 puntos y 5,0 asistencias, uno de los 100 mejores pasadores de la historia de la liga.

## Estadísticas de su carrera en la NBA

### Temporada regular
| Temp.   | Edad | Equipo       | Liga | P   | TIT | MIN  | TC  | TCA  | %TC  | 3P  | 3PA | %3P  | TL  | TLA | %TL  | R.OF. | R.DEF. | REB | ASIS | ROB | TAP | PER | FP  | PTS  |
| 1981-82 | 22   | Portland     | NBA  | 82  | 14  | 16.9 | 2.3 | 5.5  | .413 | 0.0 | 0.1 | .000 | 1.9 | 2.4 | .760 | 0.6   | 1.2    | 1.8 | 3.3  | 1.1 | 0.0 | 1.5 | 2.3 | 6.4  |
| 1982-83 | 23   | Portland     | NBA  | 47  | 36  | 27.6 | 4.4 | 9.8  | .454 | 0.0 | 0.0 | .000 | 3.6 | 4.5 | .793 | 0.7   | 1.8    | 2.5 | 6.2  | 2.1 | 0.1 | 2.8 | 3.0 | 12.5 |
| 1983-84 | 24   | Portland     | NBA  | 68  | 60  | 27.8 | 3.7 | 8.3  | .447 | 0.0 | 0.0 | .000 | 2.9 | 3.6 | .789 | 0.7   | 1.1    | 1.9 | 5.8  | 1.6 | 0.1 | 2.2 | 2.6 | 10.2 |
| 1984-85 | 25   | Portland     | NBA  | 75  | 59  | 30.4 | 4.3 | 9.1  | .473 | 0.0 | 0.0 | .000 | 3.1 | 3.9 | .793 | 0.7   | 2.2    | 2.9 | 7.0  | 1.9 | 0.1 | 2.6 | 2.5 | 11.6 |
| 1985-86 | 26   | TOTAL        | NBA  | 62  | 29  | 19.6 | 2.6 | 6.3  | .415 | 0.1 | 0.2 | .286 | 2.1 | 2.8 | .743 | 0.5   | 1.5    | 2.0 | 4.0  | 1.2 | 0.0 | 1.9 | 2.0 | 7.4  |
| 1985-86 | 26   | Portland     | NBA  | 28  | 27  | 26.2 | 3.3 | 7.4  | .447 | 0.0 | 0.1 | .333 | 2.5 | 3.6 | .710 | 0.7   | 1.9    | 2.6 | 5.0  | 1.8 | 0.0 | 2.1 | 2.8 | 9.1  |
| 1985-86 | 26   | L.A.Clippers | NBA  | 34  | 2   | 14.2 | 2.0 | 5.4  | .379 | 0.1 | 0.3 | .273 | 1.7 | 2.2 | .787 | 0.4   | 1.2    | 1.6 | 3.1  | 0.7 | 0.0 | 1.7 | 1.3 | 5.9  |
| 1986-87 | 27   | L.A.Clippers | NBA  | 65  | 52  | 27.1 | 4.2 | 10.3 | .410 | 0.2 | 0.9 | .232 | 2.5 | 3.1 | .815 | 0.6   | 1.7    | 2.3 | 6.9  | 1.8 | 0.2 | 2.6 | 2.3 | 11.2 |
| 1987-88 | 28   | L.A.Clippers | NBA  | 79  | 31  | 20.7 | 2.8 | 6.7  | .418 | 0.2 | 0.4 | .455 | 1.3 | 1.7 | .743 | 0.5   | 1.5    | 2.0 | 4.8  | 1.5 | 0.1 | 1.9 | 1.7 | 7.1  |
| 1988-89 | 29   | Cleveland    | NBA  | 77  | 4   | 14.1 | 1.8 | 4.1  | .426 | 0.0 | 0.2 | .214 | 1.2 | 1.5 | .813 | 0.3   | 1.1    | 1.3 | 2.3  | 0.7 | 0.1 | 1.1 | 1.1 | 4.8  |
| 1990-91 | 31   | Cleveland    | NBA  | 65  | 60  | 28.3 | 3.5 | 7.6  | .464 | 0.1 | 0.4 | .240 | 2.2 | 2.6 | .831 | 0.6   | 2.1    | 2.6 | 5.4  | 1.5 | 0.2 | 1.9 | 2.6 | 9.4  |
| Total   |      |              | NBA  | 620 | 345 | 23.2 | 3.2 | 7.4  | .437 | 0.1 | 0.3 | .261 | 2.2 | 2.8 | .787 | 0.6   | 1.6    | 2.1 | 5.0  | 1.5 | 0.1 | 2.0 | 2.2 | 8.7  |

### Playoffs
| Temp.   | Edad | Equipo    | Liga | P  | MIN | TCA | TC  | 3PA | 3P | TLA | TL | R.OF. | REB | ASIS | ROB | TAP | PER | FP | PTS | %TC  | %3P  | %FT  | MIN  | PTS  | REB | AST |
| 1982-83 | 23   | Portland  | NBA  | 7  | 205 | 34  | 80  | 1   | 2  | 16  | 21 | 5     | 15  | 61   | 10  | 3   | 19  | 21 | 85  | .425 | .500 | .762 | 29.3 | 12.1 | 2.1 | 8.7 |
| 1983-84 | 24   | Portland  | NBA  | 5  | 178 | 30  | 60  | 0   | 0  | 32  | 35 | 3     | 11  | 42   | 9   | 1   | 11  | 23 | 92  | .500 |      | .914 | 35.6 | 18.4 | 2.2 | 8.4 |
| 1984-85 | 25   | Portland  | NBA  | 9  | 244 | 43  | 88  | 0   | 0  | 29  | 31 | 6     | 17  | 58   | 16  | 0   | 21  | 28 | 115 | .489 |      | .935 | 27.1 | 12.8 | 1.9 | 6.4 |
| 1988-89 | 29   | Cleveland | NBA  | 5  | 80  | 7   | 20  | 0   | 0  | 7   | 8  | 3     | 7   | 16   | 5   | 0   | 5   | 7  | 21  | .350 |      | .875 | 16.0 | 4.2  | 1.4 | 3.2 |
| Total   |      |           | NBA  | 26 | 707 | 114 | 248 | 1   | 2  | 84  | 95 | 17    | 50  | 177  | 40  | 4   | 56  | 79 | 313 | .460 | .500 | .884 | 27.2 | 12.0 | 1.9 | 6.8 |